# Jay Feely
Thomas James „Jay“ Feely (* 23. Mai 1976 in Odessa, Florida) ist ein ehemaliger US-amerikanischer American-Football- und Arena-Football-Spieler auf der Position des Kickers. Er spielte von 2001 bis 2014 in der NFL.

## Karriere

### Football

#### Frühe Jahre
Feely besuchte die Jesuit High School in Tampa, Florida. Neben American-Football spielte er hier auch Fußball. Von 1995 bis 1998 besuchte er die University of Michigan. Hier erzielte er 20 von 26 Field Goals und 43 von 44 Point after Touchdowns.

#### Arena Football
Nachdem Feely im NFL-Draft 1999 nicht ausgewählt worden war, ging er zu den Florida Bobcats in die Arena Football League (AFL). Nach einer Saison wechselte er zu Tampa Bay Storm, welche ebenfalls in der AFL spielen.

#### NFL

##### Atlanta Falcons
Am 12. April 2001 unterschrieb Feely einen Ein-Jahres-Vertrag bei den Atlanta Falcons. In seiner ersten Saison erzielte er 29 von 37 Field Goals und verwandelte alle 28 PAT’s. Sein längstes Field Goal in dieser Saison betrug 55 Yards. Auf Grund der guten Leistungen wurde sein Vertrag um ein Jahr verlängert. Auch in seiner zweiten Saison machte er seine Arbeit gut, weshalb er eine weitere Saison bei den Falcons blieb.

##### New York Giants
Nachdem sein Vertrag bei den Atlanta Falcons ausgelaufen war, unterschrieb er 2005 bei den New York Giants. Hier blieb er zwei Saisons.

##### Miami Dolphins
2007 ging er zu den Miami Dolphins, wo er die beste Saison seiner Karriere spielte. Er verfehlte nur zwei seiner 23 Field-Goal-Versuche und verwandelte alle 26 Extrapunkte. Nach der Saison kam es bei den Dolphins zu einem Besitzerwechsel. Der neue zweite Vorsitzende der Dolphins Bill Parcells mochte Feelys Art nicht und verlängerte seinen Vertrag daraufhin nicht.

##### Kansas City Chiefs
Daraufhin unterschrieb Feely bei den Kansas City Chiefs, wurde aber nur einen Tag später wieder entlassen.

##### New York Jets
Nachdem der Kicker der New York Jets, Mike Nugent, sich in der ersten Saisonwoche verletzt hatte, erhielt Feely einen Vertrag bei den Jets. Am 9. Januar 2010 gegen die Cincinnati Bengals schoss er seinen ersten Punt, auf Grund von Herzproblemen des eigentlichen Punter der Jets, Steve Weatherford.

##### Arizona Cardinals
Nach zwei Saisons ging Feely zu den Arizona Cardinals. Am 12. Dezember 2010 erzielte Feely einen Touchdown gegen die Denver Broncos. Er ist damit erst der vierte Kicker in der NFL, dem das gelang. Außerdem gelangen ihm im selben Spiel 5 Field Goals, sein Karrierebestwert. Des Weiteren schaffte er in der Saison 2012 ein Field Goal aus 61 Yards, was auch sein Karrierebestwert ist. Am 25. August 2014 wurde er von den Cardinals entlassen.

##### Chicago Bears
Er unterschrieb einen Vertrag bei den Chicago Bears, wo er allerdings nur ein Spiel absolvierte.

### TV
Feely ist seit 2015 bei CBS Sport Network Experte beim College Football.

## Privat
Feely lebt in Arizona mit seiner Frau Rebecca und ihren vier Kindern.